# Matthew S. Quay
Matthew S. Quay (Dillsburg, 1833. szeptember 30. – Beaver, 1904. május 28.) az Amerikai Egyesült Államok szenátora (Pennsylvania, 1887–1899 és 1901–1904).